# Řetěznatky
Řetěznatky (Catenulida) jsou třídou drobných vodních ploštěnců. Tradičně bývají řazeny jakožto řád z parafyletické třídy ploštěnek, z fylogenetického hlediska však tvoří sesterský taxon vůči kladu Rhabditophora, jenž zahrnuje všechny ostatní druhy ploštěnců.

## Anatomie
Řetěznatky mají měkké tělo jednoduché stavby. Nervovou soustavu tvoří dva páry nervových provazců, častá je přítomnost statocysty. Ústní otvor je umístěn vpředu, navazuje na něj jednoduchý hltan a jednoduché střevo. Vyvíjí se pouze jedna protonefridie.
Pohlavní orgány jsou nepárové. Samčí gonopor má vývod na hřbetní straně živočicha, což je pro ploštěnce neobvyklé. Samičí rozmnožovací soustava postrádá obvyklé kanálky a přidružené struktury, které se vyskytují u jiných ploštěnců. Spermie jsou nepohyblivé, nebičíkaté. Často se objevuje nepohlavní rozmnožování pomocí příčného dělení, přičemž jednotliví jedinci zůstávají navzájem spojení v řetězci, dokud nedorostou natolik, aby mohli přežít samostatně (což skupině vyneslo i jméno).

## Biologie
Řetěznatky jsou vodní, bentičtí živočichové. Většina z nich žije ve sladkých vodách, obvykle jsou velmi hojné v bažinách, rybnících, potocích a vlhkých suchozemských biotopech. Malý počet druhů žije v moři. Některé řetěznatky, jako rod Stenostomum, mají schopnost se encystovat, a tak přežít vysychání stanoviště.
Potrava většiny řetěznatek se skládá z drobných bezobratlých živočichů a řas, které zachycují z vodního sloupce. Příslušníci rodu Paracatenula však zcela postrádají trávicí soustavu, výživu jim zajišťují chemoautotrofní symbiotické bakterie.